# Ida Haendel
Pour les articles homonymes, voir Haendel (homonymie).
Ida Haendel (née à Chełm (Pologne) le 15 décembre 1928 selon son autobiographie et morte à Miami (États-Unis) le 30 juin 2020) est une violoniste polonaise naturalisée britannique.

## Biographie
Les sources divergent quant à son année de naissance, qui varie de 1923 à 1928. Ida Haendel explique dans une interview cette confusion par le fait qu'en 1937, alors qu'elle avait 9 ans, son impresario l'avait vieillie pour lui permettre de jouer dans un concert interdit aux enfants de 9 ans, en prétendant aux organisateurs qu'elle avait en fait 14 ans. Lors du concours international de violon concours Wieniawski qui se déroula à Varsovie en mars 1935, il a été dit qu'elle avait onze ans. Ida fut parmi les neuf lauréats, à la septième place, sur les 55 pré-qualifiés (160 candidats).
Née dans une famille juive, Ida Haendel apprend le violon à trois ans avec son père. Formée au Conservatoire de Varsovie, elle étudie ensuite auprès de Carl Flesch et Georges Enesco. Elle remporte le septième prix au concours Wieniawski en 1935 (les premier et second prix étant attribués respectivement à Ginette Neveu et David Oïstrakh), et fait ses débuts en 1937 à Londres et en 1946 aux États-Unis. En 1940 elle prend la nationalité britannique. Elle crée en 1955 Tartiniana de Luigi Dallapiccola. À partir de 1952, elle partage sa carrière entre Montréal (Canada), où elle s'installe jusqu'en 1989, et l'Europe. Considérée comme l'une des plus grandes violonistes de sa génération, elle est faite en 1993 Commandeur dans l’Ordre de l'Empire britannique (CBE).
Pour ses représentations, Ida Haendel a une prédilection pour la musique allemande. En 1948-1949, elle enregistre le Concerto pour violon de Beethoven avec l'Orchestre Philharmonia dirigé par Rafael Kubelik, le Concerto pour violon de Brahms avec l'Orchestre symphonique de Londres dirigé par Sergiu Celibidache et le Concerto pour violon de Tchaïkovski avec l'Orchestre symphonique national dirigé par Basil Cameron (en). Parmi ses derniers enregistrements figurent les Sonates et partitas pour violon seul de Jean-Sébastien Bach.
Ida Haendel jouait sur un Stradivarius de 1699.
Elle est la fille de Nathan Hendel et Faigie Goldgevitch. Son père est un portraitiste. Ida Haendel (elle rajoute le a dans son nom de famille) a une sœur aînée. Elle demeure toute sa vie célibataire.

## Publication
- (en) Ida Haendel, Woman with violin, édition Littlehampton Book Services Ltd, 1970.